# Diastellopterus nigricornis
Diastellopterus nigricornis là một loài bọ cánh cứng trong họ Cerambycidae.